# Coeleumenes vindex
Coeleumenes vindex är en stekelart som först beskrevs av Smith 1859.  Coeleumenes vindex ingår i släktet Coeleumenes och familjen Eumenidae. Inga underarter finns listade i Catalogue of Life.